# Продукційна модель
Продукці́йна моде́ль, або модель, базована на правилах — одна з моделей представлення знань, вона дозволяє представити знання у вигляді речень виду «Якщо (умова) то (дія)».

## Умовна (антецедент) та дієва (консеквент) частини продукції
Умовна частина продукції — Умова1, Умова2, …, УмоваN ще інакше називається антецедент або засновок (англ. відповідники premise, antecedent).
Дієва частина продукції або дія — Дія ще інакше називається консеквент або висновок (англ. result, conclusion, consequence). Умовою (антецедентом) є деяке речення-зразок, за яким здійснюється пошук в базі знань, а дією (консеквентом) — дії, що виконуються при успішних результатах пошуку. Умови, що описують поточний стан бази знань, розміщуються в робочій пам'яті. Виконувані дії можуть бути проміжними, що визначають умови для наступних дій, які утворюють конфліктну множину продукційної системи. Вивід в такій базі знань може бути прямим (від даних), або зворотним (від цілі до даних). Даними є вихідні факти, що надходять в робочу пам'ять (базу фактів), на основі яких запускається машина виводу, що здійснює цикл «розпізнавання-дія» перебираючи правила з продукційної бази знань.

## База знань у продукційній моделі
База знань у продукційній моделі  — це сукупність бази фактів і бази правил. Кожне продукційне правило в БЗ втілює автономну частину експертних знань одержаних від експерта при набутті знань вручну або використовуючи методи автоматичного видобування знань. Окреме продукційне правило може бути розроблене та модифіковане незалежно від інших правил. При спільному застосуванні правил та наданні машині виведення (частині ЕС, котра відповідає за виведення нових знань з існуючих) правила синергетично виробляють нові знання, видаючи кращий результат, ніж результати застосування окремих правил. В дійсності правила бази знань не є незалежні. Вони швидко стають взаємозалежні. Наприклад, додавання нового правила може конфліктувати з існуючими правилами і може вимагати перегляду атрибутів або правил. Правила можна розглядати, в певному сенсі, як симуляцію когнітивної поведінки експерта в певній проблемній області. Згідно з цим поглядом, правила є не лише чистим формалізмом для представлення знань в комп'ютері; швидше вони представляють модель фактичної людської поведінки.

## Використання продукційної моделі
Продукційна модель найчастіше використовується в промислових експертних системах. Наприклад, у медичній експертній системі правила «якщо, то» можуть використовуватися для встановлення взаємозв'язків між симптомами і діагнозами. Під час виведення реальний симптом зіставляється з тим, які є в лівих частинах правил і в разі збігу права частина відповідного правила вважається можливим діагнозом. Якщо є інші правила, що містять у лівих частинах отриманий можливий діагноз, то він розглядається як проміжний симптом. У цьому випадку здійснюється подальше виведення, яке триває доти, доки не буде отримано результат, з якого вже нічого не можна вивести. Якщо більше немає правил, на основі яких можна зробити виведення з отриманого можливого діагнозу, то він розглядається як «остаточний». На будь-якому кроці такого виведення може виявитися кілька застосовних правил і тоді породжується дерево виведення, що визначає множину діагнозів.

## Переваги продукційної моделі
Продукційна модель приваблює користувачів відносною простотою, наочністю, високою модульністю, легкістю до внесення змін та доповнень, простотою схеми логічного виводу. Існує велика кількість програмних засобів, що реалізують продукційну модель. Це так звані оболонки, або «пусті» бази знань. Прикладами таких баз знань є EXSYS, RuleBook, ЭКО та ін.

## Продукційна система, або система правил продукцій

### ім'я продукції
Ім'я продукції — унікальний ідентифікатор, що надається сукупністю букв або дозволених мовою представлення знань символів та дозволяє єдиним образом визначати продукцію у системі. Найбільш часто продукція задається за допомогою ідентифікаційного номера.

### Умова застосування ядра продукції
Умова застосування ядра продукції — логічний вираз (як правило, предикат), за допомогою якого активізується ядро продукції : якщо — істина ядро активізується, у протилежному випадку — ні. У багатьох випадках відсутня у продукції, або об'єднується з ядром продукції.

### Ядро продукції
Ядро продукції — центральний компонент продукції. Як правило, ядро продукції має вигляд речення-правила «ЯКЩО a ТО b», де a і b, — деякі логічні вирази. Знак логічної секвенції {\displaystyle \to } має зміст логічного випливання із істинного. Якщо a не істинне, то про істинність b не можна зробити ніяких висновків. У базах знань інтелектуальних систем умова ядра виступає також як деяке речення-зразок, логічний вираз, за яким здійснюється пошук у базі знань. Заключення ядра виступає як дія, процедура, яка виконується при успішному завершенні пошуку.

### Післяумова продукції
Післяумова продукції містить опис процедур, які необхідно виконати у разі реалізації ядра продукції (тобто при істинності). В нечітких продукційних системах представлення знань кожне з правил продукцій може додатково мати параметризовану кількісну оцінку ступеня істинності правила, яка формально знаходиться в . Приклади побудови нечітких продукційних систем будемо розглядати далі у наступних розділах за допомогою пакету програм Fuzzy Logic Toolbox середовища MAT-LAB.